# Ipomoea brownii
Ipomoea brownii är en vindeväxtart som beskrevs av Reemer och Schultes. Ipomoea brownii ingår i släktet praktvindor, och familjen vindeväxter. Inga underarter finns listade i Catalogue of Life.